# پرسی هاینس وایت
پرسی هاینس وایت (به انگلیسی: Percy Hynes White؛ زادهٔ ۸ اکتبر ۲۰۰۱) بازیگر اهل کانادا است. او برای نقش‌هایش در فیلم‌هایی مانند یک داستان ترسناک کریسمس، لبه زمستان و برای بازی در سریال تلویزیونی میان و برای نقش اصلی‌اش در سریال با استعداد شناخته می‌شود. او در سال ۲۰۲۲، به عنوان بازیگر نقش اول در سریال کمدی-ترسناک ونزدی ایفای نقش کرد.

## اوایل زندگی
هاینس وایت پسر جوئل توماس هاینس، نویسنده، بازیگر و کارگردان و شری وایت، بازیگر و نویسنده است. پرسی به مدت دو سال در گروه هنرهای نمایشی در زادگاهش سنت جانز تحصیل کرد.

## فیلم‌شناسی

### فیلم‌های سینمایی
| سال  | عنوان                        | نقش          | یادداشت |
| ---- | ---------------------------- | ------------ | ------- |
| ۲۰۰۸ | پایین خاک                    | کِیت          |         |
| ۲۰۰۹ | کرکی                         |              |         |
| ۲۰۱۴ | بدون سایه                    | جود          |         |
| ۲۰۱۴ | شب در موزه: راز مقبره        |              |         |
| ۲۰۱۵ | یک داستان ترسناک کریسمس      | دانکن        |         |
| ۲۰۱۶ | پارگی                        | ایوان        |         |
| ۲۰۱۶ | لبه زمستان                   | کالب بیکر    |         |
| ۲۰۱۶ | راز میلتون                   | کارتر کرین   |         |
| ۲۰۱۸ | در اولین نور                 | اسکار        |         |
| ۲۰۱۸ | خانه ما                      | مت           |         |
| ۲۰۱۸ | عصر تابستان                  | مینه‌سوتا     |         |
| ۲۰۲۲ | من فیلم‌ها را دوست دارم       | مت ماکارچاک  |         |
| ۲۰۲۴ | زمستان بهار تابستان یا پاییز | بارنز هاثورن |         |

### مجموعه‌های تلویزیونی
| سال       | عنوان                        | نقش             | یادداشت                             |
| --------- | ---------------------------- | --------------- | ----------------------------------- |
| ۲۰۱۳      | The Slattery Street Crockers | جوی کراکر       | نقش اصلی                            |
| ۲۰۱۴      | پلیس‌های تازه‌کار              | دنیل هولوت      | قسمت: جاودانه                       |
| ۲۰۱۴–۲۰۱۵ | ماجراهای مرداک               | سایمون بروکس    | ۸ قسمت                              |
| ۲۰۱۵–۲۰۱۶ | تیم عجیب و غریب              | اودی            | ۳ قسمت                              |
| ۲۰۱۵      | دفاینس                       | مونگونو کساروکو | ۲ قسمت                              |
| ۲۰۱۵      | نجات امید                    | آیدان           | قسمت: نوری بتابان                   |
| ۲۰۱۵–۲۰۱۶ | میان                         | هریسون          | ۷ قسمت                              |
| ۲۰۱۶      | ۱۱٫۲۲٫۶۳                     | رندی            | قسمت: طبقه کشتن                     |
| ۲۰۱۷–۲۰۱۹ | با استعداد                   | اندی استراکر    | نقش اصلی                            |
| ۲۰۱۹      | منطقه گرگ و میش              | کول             | قسمت: نه همه مردان                  |
| ۲۰۲۰      | پیوند                        | مکس             | قسمت: اسرار شما می‌تواند شما را بکشد |
| ۲۰۲۰      | یک قاتل در خانه من           | جاشوا           |                                     |
| ۲۰۲۱–     | موارد بسیار سخت              | الیوت وازوفسکی  |                                     |
| ۲۰۲۱      | پرستاران                     | جسی             | قسمت: مغناطیس آشوب                  |
| ۲۰۲۲      | ونزدی                        | زیویر تورپ      | نقش اصلی                            |

## جوایز و افتخارات
| سال  | جشنواره                         | جایزه                                                 | اثر نامزد شده | نتیجه    |
| ---- | ------------------------------- | ----------------------------------------------------- | ------------- | -------- |
| ۲۰۱۴ | جشنواره فیلم آتلانتیک           | جایزه آتلانتیک بهترین بازیگر مرد                      | بدون سایه     | برنده شد |
| ۲۰۱۴ | جشنواره بین‌المللی فیلم ادمونتون | ستاره در حال ظهور                                     | بدون سایه     | برنده شد |
| ۲۰۱۴ | جشنواره بین‌المللی فیلم ادمونتون | ستاره در حال ظهور: بازیگر                             | بدون سایه     | برنده شد |
| ۲۰۱۸ | سی و نهمین جوایز هنرمند جوان    | بهترین عملکرد در یک سریال تلویزیونی - نقش اصلی نوجوان | با استعداد    | نامزدشده |